# Línea 2 (Santa Rosa)
La línea 2 es una línea de colectivos urbana de Santa Rosa, que une el Barrio Sur con el Bo. Plurianual. El boleto cuesta 4 pesos el general y 1,25 para estudiantes, jubilados y excombatientes.

## Recorrido principal
IDA: Castex, Anza, Gral. Acha, Ameghino, Gil, Alem, 25 de Mayo, Córdoba, Avda. Luro, Libertad, Estrada, Pilcomayo, Donnati, Payne (N), Puntanos, Garcia.
VUELTA: Garcia, Puntanos, Payne (N), Donnati, Pilcomayo, Alte. Brown, Paraguay, Masón, Alvear, Rivadavia, Ameghino, Unanue, Gonzalez, Hugo del Carril.